# فلورنسا ماي هاردينغ
فلورنسا ماي هاردينغ (بالإنجليزية: Florence May Harding)‏ هي رسامة أسترالية، ولدت في 1908، وتوفيت في 1971.